# Popek (raper)
Popek, właśc. Paweł Ryszard Mikołajuw (ur. 2 grudnia 1978 w Legnicy) – polski raper, wokalista, autor tekstów, aktor, zawodnik sztuk walki, przedsiębiorca, freak fighter oraz osobowość medialna. Znany z działalności w zespołach Firma i Gang Albanii, prowadzi również solową działalność artystyczną.

## Działalność muzyczna
W 2001 został członkiem krakowskiego zespołu Firma, założonego rok wcześniej przez Tadka oraz Kaliego. Wziął udział w nagraniu pięciu płyt Firmy: Pierwszy nielegal (2001), Z dedykacją dla ulicy (2002), Przeciwko kurestwu i upadkowi zasad (2008), NieLegalne Rytmy. Kontynuacja (2009) oraz Nasza broń to nasza pasja (2011). Jako członek Firmy był współzałożycielem marki odzieżowej „JP”.
W 2007 zrealizował pierwszy album solowy pt. Wyjęty spod prawa, za którego produkcję odpowiedzialny był Jędker. W 2008 wydał w Londynie swój drugi album pt. Heavyweight, na którym gościnnie wystąpili m.in.: Jędker, Sokół i Bosski Roman.
11 stycznia 2013 nakładem brytyjskiego wydawnictwa WagWan Production i Prosto wydał kolejny solowy album pt. Monster, za którego produkcję odpowiadali m.in. Matheo i P.A.F.F. W utworach wystąpili gościnnie brytyjscy i polscy wykonawcy, w tym m.in. Wiley, Sobota, Sokół, Paluch i Borixon. Album znalazł się na 28. miejscu w zestawieniu OLiS i zdobył status złotej płyty w Czechach, Polsce i Słowacji.
W lipcu 2014 wraz z producentem Matheo wydał remiks piosenki „Dirty Diana” Michaela Jacksona. Teledysk do nowej wersji utworu stał się ogólnopolskim hitem i w dwa tygodnie uzyskał wynik 1,5 mln wyświetleń w serwisie YouTube. 9 grudnia 2014 wydał czwarty solowy album pt. Monster 2, który dotarł do 41. miejsca zestawienia OLiS. Na płycie gościnnie wystąpili m.in.: Olsen, The Game, NON Koneksja oraz Kaen.
W 2015 wraz z producentem muzycznym Robertem M powołał zespół pod nazwą Gang Albanii do którego dołączył następnie raper Borixon. Debiutancki album formacji zatytułowany Królowie życia ukazał się 24 kwietnia 2015 nakładem wytwórni muzycznej Step Records. Album grupy współtworzonej przez Popka zadebiutował na 1. miejscu polskiej listy przebojów – OLiS. Wydawnictwo wyróżnił status diamentowej płyty. Do formuły Gangu Albanii muzycy powrócili w 2016. 29 kwietnia ukazał się ich drugi album Ciężki gnój. Również i to wydawnictwo odniosło komercyjny sukces. Ciężki gnój zadebiutował na zestawieniu OLiS na 2. miejscu a jego sprzedaż nagrodzono podwójną platynową płytą.
29 stycznia 2016 nakładem wytwórni muzycznej Step Records ukazał się wspólny album Popka i producenta Matheo pt. Król Albanii, który dotarł do 1. miejsca polskiej listy OLiS i uzyskał status diamentowej płyty. 16 grudnia 2016 raper wydał album kompilacyjny pt. Sweet 17th, zawierający jego największe przeboje. Wydawnictwo dotarło do 18. miejsca listy OLiS.

### Styl muzyczny
Jako muzyk wywodzi się z rapu. Do jego zainteresowania hip-hopem przyczyniła się muzyka amerykańskiego rapera Tupaca Shakura (portret artysty w formie tatuażu widnieje na klatce piersiowej Popka). Pierwsze nagrania Mikołajuwa rozpoczęły się po ukazaniu się klasycznego albumu Skandal, zespołu Molesta Ewenement. Przez lata muzyka Popka oscylowała wokół gatunków związanych z rapem i muzyką elektroniczną (hardcore rap, grime, dubstep czy trap). Wraz z uzyskaniem przez niego szerszego grona odbiorców, wokalista zaczął udostępniać słuchaczom utwory w bardzo szerokim spektrum gatunków. Wiele z utworów wieloletniego rapera jest śpiewanych czy okraszonych jego grą na gitarze. Wśród utworów Popka znalazły się piosenki utrzymane w konwencji bluesa (w tym w ramach duetu B.A.D. POP), punk rocka (zespół POPaprańcy), reggae, jazzu czy disco polo. W dyskografii artysty obecne są nawet utwory w których rapuje lub śpiewa on pod beat oparty na muzyce towarzyszącej tango czy pod szum wiatru.

## Kariera MMA

### Początki treningów i walki w Anglii
Dawniej ćwiczył krav magę. Po wyemigrowaniu do Londynu zainteresował się mieszanymi sztukami walki (MMA). Podjął treningi w klubie Team Titan, gdzie jego trenerem był Mickey Papas.
W 2008 roku rozpoczął starty w profesjonalnych zawodach MMA, występując pod pseudonimem „Popek Rak”. Stoczył trzy walki, z których dwie wygrał w największej ówcześnie brytyjskiej organizacji Cage Rage. Dalsze występy zawiesił z powodu zamieszek, jakie wszczęła wspierająca go publiczność podczas trzeciej walki 13 września 2008 na gali FX3 Fight Night 9 w Reading oraz z uwagi na „własne wybryki sprzed lat”. Ponadto na terenie Anglii ukarano go zakazem odbywania oficjalnych walk MMA.

### KSW
19 września 2016 oficjalnie poinformowano o podpisaniu przez „Popka” kontraktu z polską federacją MMA, Konfrontacją Sztuk Walki. Tydzień później federacja potwierdziła zakontraktowanie pojedynku Pawła Mikołajuwa z Mariuszem Pudzianowskim na gali KSW 37: Circus of Pain zaplanowanej na 3 grudnia 2016. Do tego pojedynku Pawła Mikołajuwa przygotowywał Marcin Różalski. Pudzianowski wygrał walkę w pierwszej rundzie przez nokaut techniczny. Po tej walce Różalski przestał trenować „Popka”, a w sztabie trenerskim rapera znaleźli się: Robert Złotkowski (trener boksu i kickboxingu), Kamil Umiński (trener brazylijskiego jiu-jitsu) i Dariusz Giers (trener od przygotowania fizycznego).
27 maja 2017 na KSW 39: Colosseum na Stadionie Narodowym w Warszawie wygrał z Robertem „Hardkorowym Koksem” Burneiką, który odklepał po ciosach w 45 sekundzie walki.
23 grudnia 2017 podczas KSW 41 stoczył walkę z aktorem Tomaszem Oświecińskim, z którym niespodziewanie przegrał przez TKO w drugiej rundzie.
6 października 2018 na gali KSW 45: The Return to Wembley w Londynie stoczył pojedynek z zawodnikiem z Bośni – Erko Junem. Bośniak wygrał walkę w drugiej rundzie przez techniczny nokaut.

### Fame MMA
22 czerwca 2020 w mediach społecznościowych poinformował o zakończeniu współpracy z KSW i nawiązaniu współpracy z Fame MMA, organizacją promującą tzw. freak fighty. 1 sierpnia 2020 federacja Fame MMA na swoim oficjalnym Instagramie ogłosiła, że rywalem „Popka Monstera” na gali Fame MMA 7 będzie znany uczestnik z programu Warsaw Shore: Ekipa z Warszawy, Damian „Stifler” Zduńczyk. 5 września w walce wieczoru pokonał Zduńczyka poprzez poddanie (dźwignia na staw łokciowy) w pierwszej rundzie.
6 marca 2021 miał zmierzyć się z innym raperem Patrykiem „Kizo” Wozińskim w walce wieczoru gali Fame 9: Let’s Play. Tydzień przed walką „Popek Monster” doznał kontuzji ręki, co wykluczyło jego pojedynek.
W drugim występie dla Fame MMA podjął w walce doświadczonego zawodnika pochodzącego z Irlandii Północnej, Normana „Stormina” Parke'a. 26 marca 2022 w Arenie Gliwice podczas Fame 13 przegrał pojedynek już po 37 sekundach rundy pierwszej, kiedy to doznał kontuzji ręki.

## Boks i boks na gołe pięści

### Prime Show MMA
8 lipca 2022 Prime Show MMA, kolejna organizacja typu freak show fight za pośrednictwem mediów społecznościowych podała informację o zakontraktowaniu „Popka”. We wrześniu nowy pracodawca ogłosił walkę wieczoru gali Prime 4: Królestwo, pomiędzy „Popkiem” oraz byłym amatorskim pięściarzem i celebrytą, Kasjuszem „Don Kasjo” Życińskim. Walkę w drugiej rundzie przez TKO wygrał popularny „Don Kasjo”, nokdaunując Mikołajuwa, po którym ten nie był zdolny kontynuować tego starcia.

### Gromda
W czerwcu 2022 roku ogłoszono, że „Popek” dołączył do federacji Gromda jako tzw. twarz promująca walki na gołe pięści. Popek w nowej roli regularnie zaczął występować w studio przed każdą, numerowaną galą Gromdy.
1 grudnia 2023 podczas gali Gromda 15: Podziemny krąg zawalczył w walce na zasadach boksu na gołe pięści (bez rękawic). Jego rywalem został francuski mistrz świata w walce na gołe pięści oraz były żołnierz, Maxime „Orsu Corsu” Bellamy. Przegrał przez nokaut w niecałe pół minuty rundy pierwszej, kiedy to rywal trafił go ciosem podbródkowym, po którym Mikołajuw nie był zdolny kontynuować walki.
Po tym, gdy w styczniu 2024 opublikował film, w którym opowiadał o swoich koprofilskich i zoofilskich skłonnościach, został wykluczony z Gromdy.

## Lista walk

### MMA
| Wynik     | Bilans | Przeciwnik (bilans przed walką)  | Rozstrzygnięcie                                          | Runda | Czas | Rozgrywki                     | Data       | Miejsce    | Uwagi                                                           |
| --------- | ------ | -------------------------------- | -------------------------------------------------------- | ----- | ---- | ----------------------------- | ---------- | ---------- | --------------------------------------------------------------- |
| Przegrana | 4-5    | Norman Parke (28-7-1. 1NC)       | TKO (niezdolność do kontynuowania walki – kontuzja ręki) | 1     | 0:37 | Fame 13: Nitro vs. Unboxall   | 26.03.2022 | Gliwice    | Walka w kategorii otwartej (bez limitu wagowego). Co-Main Event |
| Wygrana   | 4-4    | Damian Zduńczyk (0-0)            | Poddanie (dźwignia na staw łokciowy)                     | 1     | 1:46 | Fame 7: Popek vs. Stifler     | 05.09.2020 | Łódź       | Main Event                                                      |
| Przegrana | 3-4    | Erko Jun (1-0)                   | TKO (ciosy w parterze)                                   | 2     | 2:08 | KSW 45: The Return to Wembley | 06.10.2018 | Londyn     | Co-Main Event                                                   |
| Przegrana | 3-3    | Tomasz Oświeciński (0-0)         | TKO (ciosy pięściami w parterze)                         | 2     | 1:57 | KSW 41: Mańkowski vs. Soldić  | 23.12.2017 | Katowice   | Co-Main Event                                                   |
| Wygrana   | 3-2    | Robert Burneika (2-0)            | TKO (ciosy pięściami)                                    | 1     | 0:45 | KSW 39: Colosseum             | 27.05.2017 | Warszawa   |                                                                 |
| Przegrana | 2-2    | Mariusz Pudzianowski (9-5. 1 NC) | TKO (ciosy pięściami)                                    | 1     | 1:20 | KSW 37: Circus of Pain        | 03.12.2016 | Kraków     | Co-Main Event                                                   |
| Przegrana | 2-1    | Sander Duyvis (1-0)              | TKO (ciosy pięściami)                                    | 1     | 4:04 | FX3 Fight Night 9             | 13.09.2008 | Reading    | Main Event                                                      |
| Wygrana   | 2-0    | Kev Sims (1-5)                   | KO (ciosy pięściami)                                     | 1     | 1:12 | Cage Rage 26: Extreme         | 10.05.2008 | Birmingham |                                                                 |
| Wygrana   | 1-0    | Glen Reid (0-0)                  | TKO (poddanie przez narożnik)                            | 2     | 1:56 | Cage Rage: Contenders 8       | 02.02.2008 | Londyn     |                                                                 |

### Boks
| Wynik     | Bilans | Przeciwnik (bilans przed walką) | Rozstrzygnięcie                          | Runda | Czas | Rozgrywki          | Data       | Miejsce  | Uwagi      |
| --------- | ------ | ------------------------------- | ---------------------------------------- | ----- | ---- | ------------------ | ---------- | -------- | ---------- |
| Przegrana | 0-1    | Kasjusz Życiński (4-1)          | TKO (niezdolność do kontynuowania walki) | 2     | 1:49 | Prime 4: Królestwo | 26.11.2022 | Szczecin | Main Event |

### Boks na gołe pięści
| Wynik     | Bilans | Przeciwnik (bilans przed walką) | Rozstrzygnięcie        | Runda | Czas | Rozgrywki                 | Data       | Miejsce | Uwagi                     |
| --------- | ------ | ------------------------------- | ---------------------- | ----- | ---- | ------------------------- | ---------- | ------- | ------------------------- |
| Przegrana | 0-1    | Maxime Bellamy (1-0)            | KO (prawy podbródkowy) | 1     | 0:27 | Gromda 15: Podziemny krąg | 01.12.2023 | Pionki  | Superfight. Co-Main Event |

## Życie prywatne

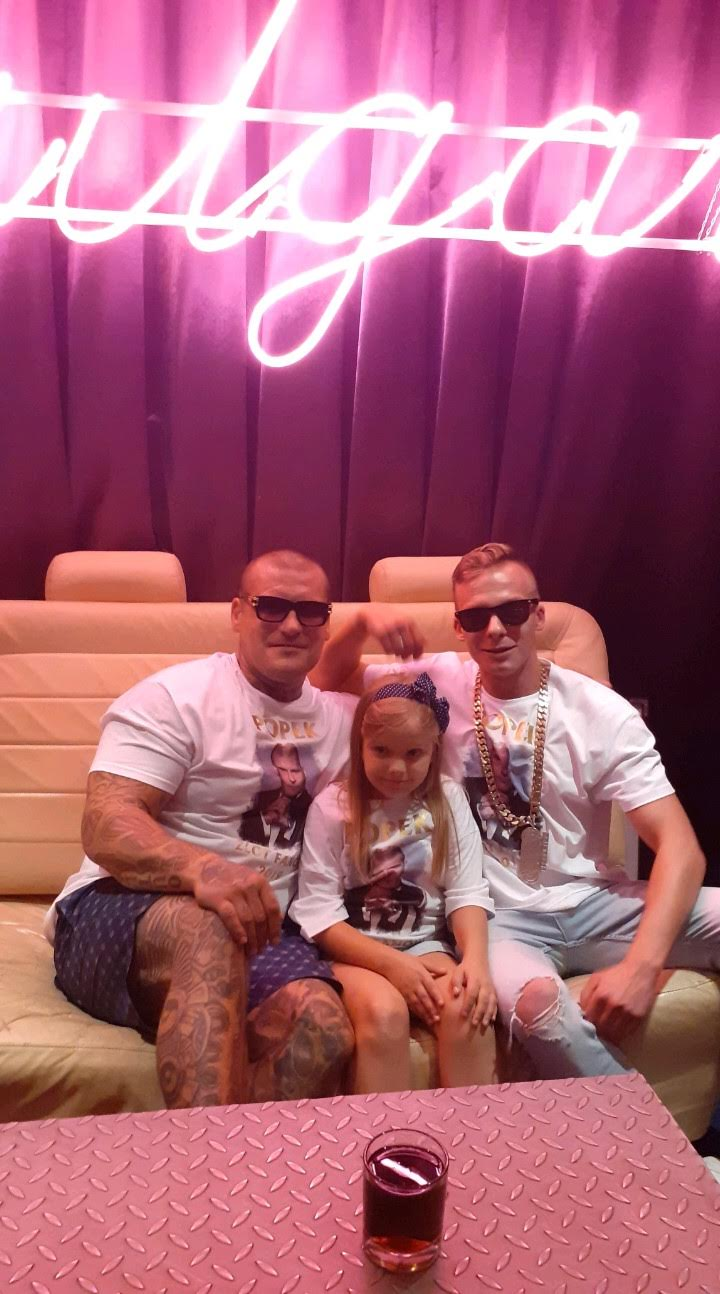
Popek (2024)

Urodził się i wychowywał w Legnicy. W wieku 14 lat opuścił rodzinny dom, z tego powodu nie zdobył formalnego wykształcenia, choć zna języki niemiecki i angielski. W 2007 opuścił Polskę i udał się na emigrację do Wielkiej Brytanii. Wyjazd związany był z poszukiwaniem rapera przez organy ścigania. Mikołajuw ścigany był listem gończym za kradzież z włamaniem. Za muzykiem wydano następnie europejski nakaz aresztowania. Nakaz aresztowania prokuratura uchyliła w 2016, co pozwoliło Popkowi na powrót do Polski. Przestępstwo, za które wydano za nim europejski nakaz aresztowania, nie było pierwszym, którego artysta się dopuścił. 
W grudniu 2018 zapowiedział tworzenie nowej partii politycznej „Młoda Polska”, w której program gospodarczy zaangażował Warrena Moslera.
Obecnie związany jest z Katarzyną, z którą ma córkę Julię i syna Borysa.

## Wizerunek medialny
Znany jest ze specyficznego wizerunku. Ciało Popka w większości pokryte jest tatuażami. Duże kontrowersje w mediach wzbudziły akty skaryfikacji ciała jakim się poddał (zabieg polegający na nacinaniu skóry). Zabiegi te były w mediach określane jako „okaleczania”. Artysta ponownie zszokował opinię publiczną tatuując sobie gałki oczne (zmieniając ich kolor) oraz podwieszając się na hakach pod sufit (na potrzeby klipu do piosenki „Pain Be My Guest”).
Od 2 marca do 4 maja 2018 brał udział w ósmej polsatowskiej edycji programu Dancing with the Stars. Taniec z gwiazdami. Udział rapera w programie wywołał skrajne opinie w mediach. Jego partnerką taneczną była Janja Lesar, z którą zajął trzecie miejsce, odpadając w odcinku półfinałowym.
W styczniu 2024 zszokował opinię publiczną nagraniem, w którym opowiadał o swoich koprofilskich i zoofilskich skłonnościach, masturbując się przed owczarkami niemieckimi i ocierając się swoim członkiem o te zwierzęta. 

## Filmografia
- 2017: Totem jako klient w klubie
- 2018–2020: W rytmie serca jako Dorian Raczyński, odc. Kłotopliwy sekret (16), Niespodziewane spotkanie (29), Przyjaciel od serca (34), Wszystko zostaje w rodzinie (35), Boisz się? (65), Czas łagodzi smutek (66), Mama (67), Joker (70), Portret podwójny (73)
- 2019: Policjantki i policjanci jako gangster „Doktor”
- 2019: Underdog jako zawodnik na konferencji
- 2020: Maria nie żyje jako wróżbita[81]
- 2020: Asymetria jako „Mądry”
- 2022: Miłość na pierwszą stronę jako kark w areszcie
- 2022: 8 rzeczy, których nie wiecie o facetach jako paker

## Dyskografia

### Albumy solowe
| Rok                                                     | Dane dot. albumu | Pozycja na liście | Sprzedaż                        | Certyfikat                                                          |
| Rok                                                     | Dane dot. albumu | POL               | Sprzedaż                        | Certyfikat                                                          |
| ------------------------------------------------------- | --- | ----------------- | ------------------------------- | ------------------------------------------------------------------- |
| 2008                                                    | Heavyweight - Data: 5 czerwca 2008 - Wydawca: EntyRecords - Format: CD, digital download                                                   | –                 | - POL: 1,000+                   |                                                                     |
| 2013                                                    | Monster - Data: 11 stycznia 2013 - Wydawca: WagWan Production - Format: CD, digital download                                               | 28                | - Świat: 18,500+ - POL: 15,000+ | - ZPAV: złota płyta - IFPI CZE: złota płyta - IFPI SLO: złota płyta |
| 2014                                                    | Monster 2 - Data: 9 grudnia 2014 - Wydawca: WagWan Production - Format: CD, digital download                                               | 41                | - POL: 1,000+                   |                                                                     |
| 2016                                                    | Król Albanii (oraz Matheo) - Data: 29 stycznia 2016 - Wydawca: Step Records - Format: CD, digital download                                 | 1                 | - POL: 150,000+                 | - ZPAV: diamentowa płyta                                            |
| 2018                                                    | Dr Jekyll and Mr Hyde (oraz Matheo) - Data: 19 października 2018 - Wydawca: Step Records - Format: CD, digital download                    | 14                |                                 |                                                                     |
| 2019                                                    | Psychicznie nie do końca normalni (oraz DJ Omen, Motion) - Data: 29 listopada 2019 - Wydawca: Popek Monster - Format: CD, digital download |                   | - POL: 15 000+                  | - ZPAV: złota płyta                                                 |
| „–” oznacza, że album nie był notowany na danej liście. | |                   |                                 |                                                                     |

### Nielegale
| Rok  | Dane dot. albumu                                                                |
| ---- | ------------------------------------------------------------------------------- |
| 2007 | Wyjęty spod prawa - Data: 27 lipca 2007 - Wydawca: brak (nielegal) - Format: CD |

### Kompilacje
| Rok                                                     | Dane dot. albumu                                                                           | Pozycja na liście | Sprzedaż       | Certyfikat                 |
| Rok                                                     | Dane dot. albumu                                                                           | POL               | Sprzedaż       | Certyfikat                 |
| ------------------------------------------------------- | ------------------------------------------------------------------------------------------ | ----------------- | -------------- | -------------------------- |
| 2015                                                    | Unplugged - Data: 23 stycznia 2015 - Wydawca: WagWan Production - Format: digital download | –                 |                |                            |
| 2017                                                    | Sweet 17th - Data: 24 marca 2017 - Wydawca: Step Records - Format: CD, digital download    | 18                | - POL: 60,000+ | - ZPAV: 2× platynowa płyta |
| „–” oznacza, że album nie był notowany na danej liście. |                                                                                            |                   |                |                            |

### Współpraca
| Rok                                                     | Dane dot. albumu | Pozycja na liście |
| Rok                                                     | Dane dot. albumu | POL               |
| ------------------------------------------------------- | --- | ----------------- |
| 2015                                                    | 72 Hours (EP; oraz DJ Gondek, HiJack i Profus) - Data: 16 stycznia 2015 - Wydawca: WagWan Production - Format: CD, digital download | –                 |
| 2015                                                    | B.A.D. Pop (oraz Daniel B.A.D.) - Data: 19 czerwca 2015 - Wydawca: WagWan Production - Format: CD, digital download                 | –                 |
| 2017                                                    | Trzech Króli (oraz Sobota i Matheo) - Data: 24 marca 2017 - Wydawca: Step Records - Format: CD, digital download                    | 5                 |
| 2017                                                    | Lata 80 (oraz Denis i EW) - Data: 4 sierpnia 2017 - Wydawca: Step Records - Format: CD, digital download                            | 22                |
| 2019                                                    | Czarna wołga (oraz MaroMaro) - Data: 14 czerwca 2019 - Wydawca: Step Records - Format: CD, digital download                         | 10                |
| 2020                                                    | Firma International (oraz Pomidor) - Data: 24 stycznia 2020 - Wydawca: Step Records - Format: CD, digital download                  | 41                |
| 2024                                                    | Złoty byk (oraz Razgonov i Pablo) - Data: 5 stycznia 2024 - Wydawca: wydanie własne - Format: CD, digital download                  | –                 |
| 2024                                                    | Retro (oraz Moro) - Data: 27 września 2024 - Wydawca: Step Records - Format: CD, digital download                                   | 84                |
| „–” oznacza, że album nie był notowany na danej liście. | |                   |

### Single
| Rok                                            | Tytuł                                        | Pozycja na liście | Pozycja na liście | Pozycja na liście | Sprzedaż        | Certyfikat                 | Album                             |
| Rok                                            | Tytuł                                        | POL               | RMF               | ESKA              | Sprzedaż        | Certyfikat                 | Album                             |
| ---------------------------------------------- | -------------------------------------------- | ----------------- | ----------------- | ----------------- | --------------- | -------------------------- | --------------------------------- |
| 2013                                           | „One More Kiss” (oraz Big Narstie)           | –                 | –                 | –                 |                 |                            | Monster 2                         |
| 2013                                           | „Monster 2" (oraz KaeN, Porchy)              | –                 | –                 | –                 |                 |                            | Monster 2                         |
| 2014                                           | „Connect” (oraz The Game)                    | –                 | –                 | –                 |                 |                            | Monster 2                         |
| 2014                                           | „Brudna Darianna”                            | –                 | –                 | –                 |                 |                            | Monster 2                         |
| 2015                                           | „Jestem królem” (oraz Matheo)                | –                 | –                 | –                 |                 |                            | Król Albanii                      |
| 2015                                           | „Każdy z nas” (oraz Matheo)                  | –                 | –                 | –                 |                 |                            | Król Albanii                      |
| 2016                                           | „Wodospady” (oraz Matheo)                    | 42                | 3                 | 21                | - POL: 100 000+ | - ZPAV: diamentowa płyta   | Król Albanii                      |
| 2017                                           | „Welcome In the Hell” (oraz DJ Omen, Motion) | –                 | –                 | –                 | - POL: 20 000+  | - ZPAV: platynowa płyta    | Psychicznie nie do końca normalni |
| 2017                                           | „Mietek materialista” (oraz MaroMaro)        | –                 | –                 | –                 | - POL: 10 000+  | - ZPAV: złota płyta        | Czarna wołga                      |
| 2017                                           | „Jak ptak” (oraz MaroMaro)                   | –                 | –                 | –                 | - POL: 10 000+  | - ZPAV: złota płyta        | Czarna wołga                      |
| 2018                                           | „Prawie 4-dychy” (oraz MaroMaro)             | –                 | –                 | –                 | - POL: 10 000+  | - ZPAV: złota płyta        | Czarna wołga                      |
| 2018                                           | „W stronę słońca” (oraz DJ Omen, Motion)     | –                 | –                 | –                 | - POL: 10 000+  | - ZPAV: złota płyta        | Psychicznie nie do końca normalni |
| 2018                                           | „Powrót króla” (oraz Matheo)                 | –                 | –                 | –                 |                 |                            | Dr Jekyll and Mr Hyde             |
| 2018                                           | „Wszystko i nic”                             | –                 | –                 | –                 |                 |                            | Dr Jekyll and Mr Hyde             |
| 2019                                           | „Polombia” (gościnnie: Chika Toro)           | –                 | –                 | –                 | - POL: 10 000+  | - ZPAV: złota płyta        |                                   |
| 2020                                           | „It’s My Life” (oraz Dr. Alban, Claysteer)   | –                 | –                 | –                 | - POL: 40 000+  | - ZPAV: 2x platynowa płyta |                                   |
| 2023                                           | „Tuptanie” (oraz Razgonov)                   |                   |                   |                   | - POL: 50 000+  | - ZPAV: złota płyta        |                                   |
| „–” – singel nie był notowany na danej liście. |                                              |                   |                   |                   |                 |                            |                                   |

## Teledyski
| Rok  | Tytuł                                                        | Reżyseria                | Album                                     | Źródło  |
| ---- | ------------------------------------------------------------ | ------------------------ | ----------------------------------------- | ------- |
| 2008 | „Wyjęty spod prawa”                                          | –                        | Wyjęty Spod Prawa                         | [ 123 ] |
| 2008 | „Graj”                                                       | –                        | Heavyweight                               | [ 124 ] |
| 2008 | „Zasady” (gościnnie: Hijack, Amar)                           | Marek „Hidi” Kremer      | Heavyweight                               | [ 125 ] |
| 2010 | „Champion sound” (gościnnie: Sokół, Hijack)                  | Popek                    | –                                         | [ 126 ] |
| 2012 | „Jeszcze Firma Nie Zginęła” (gościnnie: Tadek, Bosski Roman) | Hit Vision               | Monster                                   | [ 127 ] |
| 2012 | „My music” (gościnnie: Hijack)                               | Hit Vision               | Monster                                   | [ 128 ] |
| 2013 | „Pain be my guest” (gościnnie: Hijack, Porchy, Chronik)      | Pento Media / Nightworks | Monster                                   | [ 129 ] |
| 2013 | „Ja robię muzę ty płaczesz” (gościnnie: Sobota, Wini, Rena)  | –                        | Monster                                   | [ 130 ] |
| 2014 | „I’m Calm” (gościnnie: Ronster BGR)                          | –                        | Monster 2                                 | [ 131 ] |
| 2014 | „Sinner” (gościnnie: Masło)                                  | Mormedia                 | Monster 2                                 | [ 132 ] |
| 2014 | „I am” (gościnnie: Panika)                                   | –                        | Monster 2                                 | [ 133 ] |
| 2014 | „Don’t Come To My Ghetto” (gościnnie: Goldie 1)              | Hit Vision               | Monster 2                                 | [ 134 ] |
| 2014 | „Rydah for life” (gościnnie: Chronik)                        | –                        | Monster 2                                 | [ 135 ] |
| 2014 | „Efekt uboczny rapu”                                         | –                        | 72 Hours (oraz DJ Gondek, Hijack, Profus) | [ 136 ] |
| 2014 | „Rodeo”                                                      | –                        | 72 Hours (oraz DJ Gondek, Hijack, Profus) | [ 137 ] |
| 2014 | „Kroniki opętania” (gościnnie: PPZ)                          | –                        | 72 Hours (oraz DJ Gondek, Hijack, Profus) | [ 138 ] |
| 2014 | „Jesteś sam”                                                 | –                        | B.A.D. Pop (oraz Daniel B.A.D.)           | [ 139 ] |
| 2014 | „Samo życie”                                                 | –                        | B.A.D. Pop (oraz Daniel B.A.D.)           | [ 140 ] |
| 2015 | „Raz na jakiś czas”                                          | –                        | B.A.D. Pop (oraz Daniel B.A.D.)           | [ 141 ] |
| 2015 | „Chryzantemy złociste”                                       | –                        | B.A.D. Pop (oraz Daniel B.A.D.)           | [ 142 ] |
| 2015 | „On i ona”                                                   | –                        | B.A.D. Pop (oraz Daniel B.A.D.)           | [ 143 ] |
| 2015 | „Każdy z nas”                                                | Mania Studio             | Król Albanii (oraz Matheo)                | [ 144 ] |
| 2015 | „Jestem królem”                                              | Mania Studio             | Król Albanii (oraz Matheo)                | [ 145 ] |
| 2015 | „Wodospady”                                                  | Mania Studio             | Król Albanii (oraz Matheo)                | [ 146 ] |
| 2016 | „Różni nas wiele” (gościnnie: Rootzmans)                     | Mania Studio             | Król Albanii (oraz Matheo)                | [ 147 ] |
| 2016 | „Fabryka hitów”                                              | Mania Studio             | Król Albanii (oraz Matheo)                | [ 148 ] |
| 2016 | „Wiara czyni cuda” (gościnnie: Borixon)                      | Mania Studio             | Król Albanii (oraz Matheo)                | [ 149 ] |
| 2016 | „Nie mów mu nic” (gościnnie: Matheo)                         | Mania Studio             | Król Albanii (oraz Matheo)                | [ 150 ] |
| 2016 | „Zakazany owoc” (gościnnie: Bracia Figo Fagot)               | Mania Studio             | Król Albanii (oraz Matheo)                | [ 151 ] |
| 2016 | „Wakacje”                                                    | Mania Studio             | Król Albanii (oraz Matheo)                | [ 152 ] |
| 2016 | „Król cyganów”                                               | Mania Studio             | Król Albanii (oraz Matheo)                | [ 153 ] |
| 2016 | „Imprezka domowa”                                            | Mania Studio             | Król Albanii (oraz Matheo)                | [ 154 ] |

## Nagrody i wyróżnienia
| Rok  | Kategoria    | Tytułem       | Nagroda     | Nota      | Źródło  |
| ---- | ------------ | ------------- | ----------- | --------- | ------- |
| 2015 | Singiel roku | „Dirty Diana” | Sztosy 2014 | Nominacja | [ 155 ] |